# قصة حب (مسلسل 2010)
قصة حب، مسلسل تلفزيوني مصري أنتج وعرض بعام 2010. كتبه مدحت العدل وأخرجته إيمان الحداد.

## عن المسلسل
تدور أحداث المسلسل حول «ياسين» ناظر المدرسة ومدرس اللغة العربية وأخوته الأربع، ومن خلال الأستاذ ياسين وعلاقته بالمدرسة والمنزل يتم مناقشة قضية التطرف الديني.

## الممثلين المشاركين بالمسلسل
| - جمال سليمان: ياسين الحمزاوى - بسمة:رحمة عبد الرحمن - خالد سرحان:عرفان الحمزاوى - أمير كرارة:عابد الحمزاوي - انتصار:سميرة زوجة عرفان - حجاج عبد العظيم:نصحي - سامي مغاوري:فؤاد - حنان سليمان:دلال | - أميرة نايف: آيات - ناصر سيف:طارق - كارولين خليل:رباب - منى هلا:ريم الحمزاوي - رمزي لينر:حسام - إنجي أبو زيد:مريم - محمد الشرنوبي:عبد الرحمن | - بسنت الكرداوى: ميار - صبري عبد المنعم - عثمان محمد علي - مجدي عبد الوهاب :لواء امن الدولة - وحيد السنباطي: الشيخ السلفي - نادية العراقية - هشام إسماعيل:سعيد | - عفاف مصطفى: صافيناز - عمرو أسامة: عمر ابن عرفان - إلهام عبد البديع : خديجة ابنة عرفان - شيماء عباس:مارى - فاروق هاشم : أبو ياسر - شريف عواد - فيفي السباعي |

- بالإضافة إلى: عصام العشري- أشرف عبد العزيز - تامر سمير - كمال الألفي - عادل شعبان - محمد السماحي - جمال يوسف - محمود بشير - اشرف عبد الفضيل - محمود الشوربجي - خالد حجاج - محمد قشطة - ماجد سليمان - مصطفى سمير - احسان الترك - شريف الخيام - احمد عبد الخالق - ناني سعد الدين - سما مطر - نهاد العادلي - رضوي مهدي - شاهندة محمد - مها موسى - حمدي حفني - مجدي توفيق - بلال إبراهيم - ماهر محمود - مصطفى وجيه - سامح السيد - جهاد مهدي - أشرف الشرقاوي - مصطفى منصور - همت المغربي - عمرو عمارة - نبيل الجوهري - هاني العدوي - محمود أسامة - مصطفى فاروق - شيماء الصياد - يارا عماد - لبنى عادل - مريم أسامة - مهند عماد - ايهاب هلال - منة مراد - محمد الحمامصي - محمد سرحان - عادل عبد السلام - عامر الفادي